# Itarissa subcrenulata
Itarissa subcrenulata är en insektsart som beskrevs av Morgan Hebard 1927. Itarissa subcrenulata ingår i släktet Itarissa och familjen vårtbitare. Inga underarter finns listade i Catalogue of Life.